# ルイス・ケルソ
ルイス・ケルソ(Louis O. Kelso、1913年12月4日 – 1991年2月17日)はアメリカ合衆国の政治経済学者、弁護士、銀行家。ESOPの発案者として知られる。

## 経歴
1913年、コロラド州デンバーに生まれる。
1934年-1937年、コロラド大学で、経営学と財政学の学士号を取得。
1991年、逝去。

## 著書
- "The Capitalist Manifesto"　モーティマー・アドラー共著、稲本国雄訳『資本主義宣言』時事通信社、1958年

- "The New Capitalists: A Proposal to Free Economic Growth from the Slavery of Savings"